# دنيس جونسون (لاعب كرة قدم أمريكية)
دنيس جونسون (بالإنجليزية: Dennis Johnson)‏ هو لاعب كرة قدم أمريكية أمريكي، ولد في 26 فبراير 1956 في هدار في الولايات المتحدة.

## وصلات خارجية
- دينيس جونسون على موقع مرجع كرة القدم المحترفة.كوم (الإنجليزية)